# Bos primigenius namadicus
Индийский тур, или азиатский тур (лат. Bos primigenius namadicus), — подвид тура — вымершего парнокопытного млекопитающего из семейства полорогих. Считается предком домашних коров зебу, которые в основном распространены в южной Азии и разводятся во многих других частях света, таких как Африка и Южная Америка. Напротив, породы крупного рогатого скота, происходящие из Европы, Ближнего Востока и других частей мира, являются потомками евразийского тура (Bos primigenuis primigenius). Индийские туры исчезли в голоцене, вероятно, около 2000 года до н. э.

## Внешний вид и строение
Индийские туры известны по ископаемым и субфоссильным останкам. Они имеют относительно небольшие отличия от евразийского подвида. Индийские туры были, вероятно, мельче последних, но имели пропорционально большие рога. Поскольку ареал тура, вероятно, был непрерывным от Португалии до Индии, неясно, было ли чёткое различие или евразийский и индийский подвид плавно «перетекали» друг в друга.
Индийские туры разошлись с евразийскими около 200—100 тыс. лет назад. Это было показано путем сравнения ДНК из пород зебу и европейского скота, ныне живущих потомков этих двух подвидов. Индийский тур иногда рассматривается как особый вид. Зебу фенотипически отличается от европейского крупного рогатого скота наличием заметного плечевого горба.

## Распространение
Туры возникли около 2 миллионов лет назад в Индии и распространились на запад. Индийские туры обитали в эпоху плейстоцена и голоцена по всему индийскому субконтиненту в Белуджистане, долине Инда и долине Ганга на юге Индии. Большинство останков найдено на севере Индии, на полуострове Катхиявар, вдоль Ганга, и от района реки Нармада. Однако на юге также присутствуют костные останки индийских туров, например на плоскогорье Декан и в области реки Кришна. Во времена неолита эти животные были одомашнены. Самые молодые известные остатки, которые явно принадлежат индийскому туру найдены в штате Карнатака, на юге Индии, их возраст около 4200 лет.
Возможно, на индийского тура охотились львы, леопарды и тигры, а также другие хищные млекопитающие, такие как красные волки и даже пятнистые гиены.

## Приручение
Первым центром одомашнивания индийских туров был, вероятно, регион Белуджистан в Пакистане. Процесс одомашнивания, по-видимому, вызван появлением новых видов сельскохозяйственных культур с Ближнего Востока около 7000 года до н. э. Возможно, индийские туры были одомашнены независимо в Южной Индии, в Гуджарате и поймах Ганга. Домашние зебу известны из региона Инда с 6000 года до н. э. и с юга Индии, среднего региона Ганга и Гуджарата с 2000 по 3500 годы до нашей эры. В южном Китае и Юго-Восточной Азии эти животные появились начиная с 2000—1000 годов до н. э.